# Sainte-Croix, Ain
Sainte-Croix är en kommun i departementet Ain i regionen Auvergne-Rhône-Alpes i östra Frankrike. Kommunen ligger  i kantonen Montluel som ligger i arrondissementet Bourg-en-Bresse. Kommunens areal är 10,62 km². År 2022 hade Sainte-Croix 548 invånare.

## Befolkningsutveckling
Antalet invånare i kommunen Sainte-Croix
Referens: INSEE